# Madjid Kiani
Pour les articles homonymes, voir Madjid.
Madjid Kiâni est un musicien iranien, maître du santûr et du radif, le répertoire savant de la musique iranienne. Il a tenté de reconstituer le style des anciens joueurs en écoutant pendant des heures de vieux 78 tours.

## Discographie
- Musique iranienne, avec Djamshid Chemirani et Darioush Tala'i, Harmonia Mundi HMA 190391, 1977, 1980.
- Tradition classique de l’Iran, volume III, Harmonia Mundi HMA 190395.
- Anthologie de la musique traditionnelle, volume II, Ocora, 1979.
- Grands Maîtres du santour : Majid Kiani, Auvidis, 1991.
- Radif, avec Djamshid Chemirani, Harmonia Mundi.